# Ruellia involucrata
Ruellia involucrata är en akantusväxtart som beskrevs av Vahl. Ruellia involucrata ingår i släktet Ruellia och familjen akantusväxter. Inga underarter finns listade i Catalogue of Life.